# Covisibilité
Les notions de covisibilité,co-visibilité, d'intervisibilité ou inter-visibilité, peuvent avoir plusieurs sens :
De manière générale elles désignent deux éléments (bâtiment, élément de paysage) mis en relation par un même regard (l'un étant visible à partir de l'autre, ou les deux pouvant être embrassés par un même regard).

## Dans le domaine des monuments historiques
En France, dans le domaine des monuments historiques, la covisibilité peut signifier : 
- qu'un patrimoine bâti est visible d'un autre
- que deux édifices sont conjointement visibles d'un même point de vue

Dans le domaine des permis de construire et autorisations de travaux, la tradition et la jurisprudence ne retiennent qu'une zone n’excédant pas 500 m, calculée depuis le bord de la partie protégée au titre des monuments historiques, dans laquelle tout paysage ou édifice est soumis à des réglementations spécifiques en cas de construction. 
Toute construction, restauration, destruction projetée dans ce champ de visibilité doit obtenir l’accord préalable de l’architecte des bâtiments de France [ABF] (avis conforme, c'est-à-dire que le Maire est lié à l'avis de l'ABF), ou d'un avis simple s'il n'y a pas de covisibilité (l'autorisation du Maire n'est pas liée à celui de l'ABF).

## Dans le domaine des infrastructures linéaires
Lors de la construction de routes, autoroutes ou axes de transports (voie ferrée, canal).. diverses lois imposent généralement d'étudier et compenser les impacts environnementaux, dont nuisances sonores et visuelles dans un certain zonage (faisceau de projets, zonages d'études, bande des 300 mètres, etc.). 
Dans certains projets, la notion de zone de covisibilité a été clairement affichée, mais parfois sans que sa définition n'ait été précisée. 
C'est en France une zone d'éligibilité pour certaines subventions (1 % paysage de l'autoroute A 16 ou l'A 19 par exemple) ou une zone où les mesures compensatoires seront plus importante, ce qui pose problème, car l'efficience et la justesse de la compensation écopaysagère dépend presque toujours de nécessités biogéographiques strictes et non de ce qui se voit ou ne se voit pas de l'infrastructure qui traverse un paysage. Un autre problème est le caractère plus ou moins "injuste" de ce type d'approche pour ceux qui sont "cachés" par un bois, un monument, etc. 